# Euploea egregia
Euploea egregia är en fjärilsart som beskrevs av Hans Fruhstorfer 1910. Euploea egregia ingår i släktet Euploea och familjen praktfjärilar. Inga underarter finns listade i Catalogue of Life.